# Неколова, Иржина
Иржина Неколова (чеш. Jiřína Nekolová; 30 декабря 1931 года, Прага, Чехословакия — 25 мая 2011 года, Колин, Чехия) — фигуристка из Чехословакии, бронзовый призёр чемпионата мира 1948 года, участница Олимпиады 1948 года в женском одиночном катании, вице-чемпионка Чехословакии 1947 года.

## Карьера
Известно, лишь о одном её участие в национальном чемпионате, где она выиграла серебряную медаль. Выезжала на тренировочные сборы в Великобританию и Канаду. В 1949 году эмигрировала из социалистической Чехословакии в Великобритании; на мировом чемпионате в марте 1950 года в Лондоне она была не представитель ЧССР как все прошлые годы, а ИСУ.
После этого она закончила занятия большим спортом.

## Спортивные достижения
| Соревнования/Сезоны | 1947 | 1948 | 1949 | 1950 |
| ------------------- | ---- | ---- | ---- | ---- |
| Зимние Олимпиады    |      | 4    |      |      |
| Чемпионаты мира     | 10   | 3    | 4    | 8    |
| Чемпионаты Европы   | 5    | 4    | 4    |      |

## После спортивная карьера
Начиная с 1951 года выступала в различных ледовых шоу. В конце пятидесятых годов она перебралась и жила в Мюнхене (ФРГ). Дважды состояла в браке.
В 1956 году снялась в небольшой роли самой-себя в фильме «Золотая симфония» (Австрия).
После крушения коммунистического режима и распада ЧССР, Иржина вернулась на родину в Чехию. Там она и скончалась.